# Janet Munro
Janet Munro, all'anagrafe Janet Neilson Horsburgh (Blackpool, 28 settembre 1934 – Londra, 6 dicembre 1972), è stata un'attrice britannica.

## Biografia
Figlia dell'attore scozzese Alex Munro, esordì come attrice nel 1957, all'età di 23 anni, nel film Small Hotel.
I ruoli che la resero famosa al grande pubblico furono quelli ricoperti nei film Darby O'Gill e il re dei folletti (1959), La sfida del terzo uomo (1959) e Robinson nell'isola dei corsari (1960), prodotti dalla Walt Disney. Prese parte a due classici del cinema di fantascienza, I mostri delle rocce atomiche (1958) e ...e la Terra prese fuoco (1961).
Janet Munro fu sposata con Tony Wright dal 1957 al 1959. Nel 1963 sposò l'attore Ian Hendry, dal quale ebbe due figli, Sally e Corrie. Divorziata dal 1971 da Hendry, la Munro morì in seguito a un attacco di cuore causato da cardiopatia ischemica cronica al Whittington Hospital, a nord di Londra nel 1972, all'età di 38 anni. Fu cremata e sepolta al Golders Green Crematorium.

## Filmografia
- Small Hotel, regia di David MacDonald (1957)
- I mostri delle rocce atomiche (The Trollenberg Terror), regia di Quentin Lawrence (1958)
- The Young and the Guilty, regia di Peter Cotes (1958)
- Darby O'Gill e il re dei folletti (Darby O'Gill and the Little People), regia di Robert Stevenson (1959)
- La sfida del terzo uomo (Third Man on the Mountain), regia di Ken Annakin (1959)
- Tommy the Toreador, regia di John Paddy Carstairs (1959)
- Robinson nell'isola dei corsari (Swiss Family Robinson), regia di Ken Annakin (1960)
- ...e la Terra prese fuoco (The Day the Earth Caught Fire), regia di Val Guest (1961)
- Delitto di coscienza (Life for Ruth), regia di Basil Dearden (1962)
- Bitter Harvest, regia di Peter Graham Scott (1963)
- Hide and Seek, regia di Cy Endfield (1964)
- Daylight Robbery, regia di Michael Truman (1964)
- A Jolly Bad Fellow, regia di Don Chaffey (1964)
- Sebastian, regia di David Greene (1968)
- Cry Wolf, regia di John Davis (1969)

## Doppiatrici italiane
- Maria Pia Di Meo in I mostri delle rocce atomiche, ...e la Terra prese fuoco
- Vittoria Febbi in La sfida del terzo uomo
- Flaminia Jandolo in Robinson nell'isola dei corsari
- Antonella Rinaldi in Darby O'Gill e il re dei folletti (doppiaggio tardivo 1987)

## Premi e riconoscimenti
Golden Globe
- 1960: Vinto, "Migliore attrice debuttante"

British Academy Film Awards
- 1963: Nomination, "Migliore attrice britannica" - Delitto di coscienza (Life for Ruth)